# 古惑仔之再戰邊沿
《古惑仔之再戰邊沿》（英語：Street Kids: Dangerous Run），是一部1999年上映的香港動作電影，本片雖名為古惑仔，但並非古惑仔的漫畫原作，並拍下多個同樣是錢小豪主演的古惑仔，本片主要是錢小豪、吳岱融及馮哲等主演。

## 劇情
阿良為一個保險推銷人員，他對商場職員的芬妮一見鍾情，對芬妮展開追求，有一次，他們在後巷談情，本是兩人感情升溫的日子，但他們居然目睹了一宗兇殺案。
在殺人那個不是別人，正是著名作家雷安，他正在謀殺一個女子，但全程被阿良和芬妮目睹了。
阿良和芬妮發現了之後，立即和警察高長官去找雷安，但雷安否認，他的妻子也替雷安做了不在場證明，高長官才離開。可是，雷安哪會那麼容易放過阿良和芬妮...

## 人物角色
| 演員   | 角色   | 粵語配音 | 備註 |
| 錢小豪 | 高長官 | 葉振聲   | 高sir 澳門司警 阿良、芬妮之合作伙伴 調查雷安 最後設局令雷安被阿良和芬妮打傷後再把其拘捕                              |
| 吳岱融 | 阿良   | 陳旭明   | 保險推銷人員 欠下標哥的錢，被其追殺 追求芬妮，後為其男友 高長官之合作伙伴 雷安之天敵，目睹其殺人 最後把雷安打傷      |
| 駱達華 | 債仔   | 羅君左   | 欠下標哥的錢，被其追殺 阿良之好友，因自己為保命而出賣其而反目                                                        |
| 楊玉梅 | 芬妮   |          | 商場職員 高長官之合作伙伴 被阿良追求，後為其女友 高長官之合作伙伴 雷安之天敵，目睹其殺人 最後把雷安打傷              |
| 馮哲   | 雷安   | 黃志明   | 本片終極大反派 小說作家，實為殺人犯 為人玻璃心，容易被刺激而殺人 曾小姐之夫 最後被曾小姐刺激而掐死其，並被高長官拘捕 |
| 李琳佳 | 曾小姐 |          | 雷安之妻 多次為雷安做不在場證明，以掩蓋其殺人的時間 最後因刺激雷安而被其掐死                                         |
| 李釗   | 標哥   | 黃志明   | 貴利王，江湖上的「奪命剪刀腳」 因阿良和另一個債仔不還錢而追殺兩人                                                    |
| 王春松 | 手下   | 葉振聲   | 標哥之手下 被標哥吩咐追殺阿良和另一個債仔                                                                            |

## 軼事
本片為錢小豪為勝者工作室製作限公司所拍攝的長髮版「古惑仔」的錄像帶電影之一。